# Swojęcin
Swojęcin – wieś w Polsce położona w województwie mazowieckim, w powiecie żuromińskim, w gminie Lutocin. Ma status sołectwa.
Przez wieś płynie struga Swojęcianka, która w Bieżuniu zasila wody Działdówki, która od tego miejsca nosi nazwę Wkra
Wierni Kościoła rzymskokatolickiego należą do parafii św. Floriana w Poniatowie.
Prywatna wieś szlachecka Swajęcino położona była w drugiej połowie XVI wieku w powiecie sierpeckim województwa płockiego. W latach 1975–1998 miejscowość administracyjnie należała do województwa ciechanowskiego.